# Kalle Palander
Kalle Markus Palander (Tornio, 2 de mayo de 1977) es un deportista finlandés que compitió en esquí alpino.
Ganó una medalla de oro en el Campeonato Mundial de Esquí Alpino de 1999, en la prueba de eslalon. En la Copa del Mundo consiguió catorce victorias y treinta podios en total.
Después de retirarse de la competición, trabajó como comentador deportivo para la cadena Yle Urheilu. En 2018 participó en el concurso de telerrealidad Selviytyjät Suomi (versión finlandesa de Supervivientes).

## Palmarés internacional
| Campeonato Mundial | Campeonato Mundial                 | Campeonato Mundial | Campeonato Mundial |
| Año                | Lugar                              | Medalla            | Prueba             |
| ------------------ | ---------------------------------- | ------------------ | ------------------ |
| 1999               | Vail/Beaver Creek (Estados Unidos) | Medalla de oro     | Eslalon            |